# Iridopsis anaisaria
Iridopsis anaisaria là một loài bướm đêm trong họ Geometridae.